# Brina Svit
Brina Švigelj-Mérat (alias, Brina Svit, Liubliana, 31 de mayo de 1954) escritora eslovena
Estudió filología francesa y literatura comparada en la Universidad de Liubliana y se estableció en París en 1980.